# عتاد عسكري
العَتَاد أدواتُ الجيش وموادُّه، أو مُعَدَّاتٌ عسكرية تُباع.
فأما المصطلح في الجيش، فهو كل أداة تتعلق باحتياجات قوة عسكرية معينة لإتمام مُهِمَّة، فهو ما أَعَدَّه الإِنسان من آلة الحرب؛ كالسلاح وغيرِه. وهذان المصطلحان (الرجال، والعَتاد) يستعملان لوصف حاجات الجيش العملية.
وأما في التجارة، فهو الأدوات التي تُنقل بعدة خِدمات من أجل الكسب.

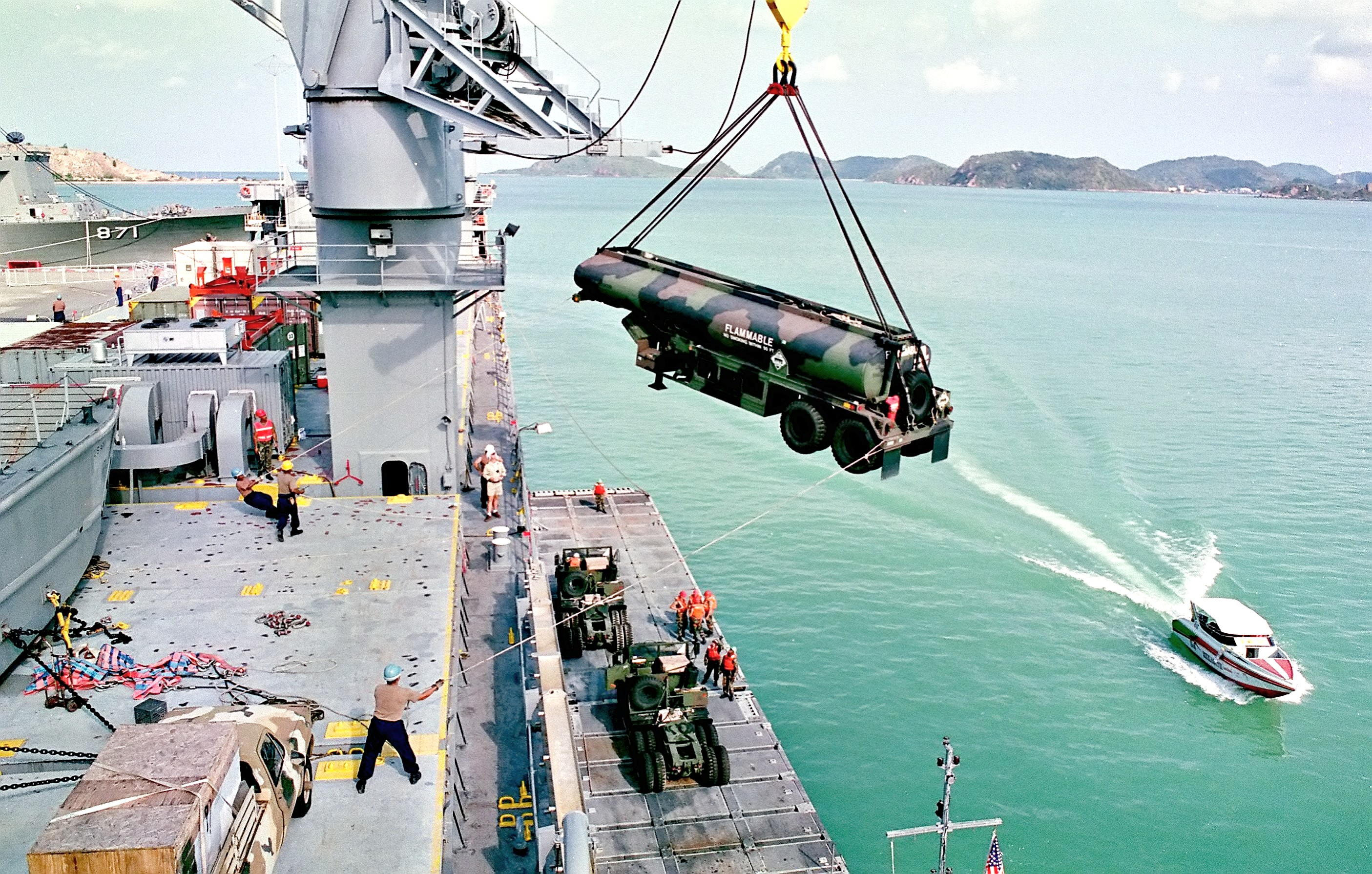
دبابة يتم نقلها كجزء من تدريب الكوبرا الذهبية 98

‌

## اقرأ أيضا
- سلاح الليزر